# Andrea Szulák
Andrea Szulák, född 8 februari 1964 i Budapest, är en ungersk popsångerska, programledare och musikalartist.
Under 1980-talet var hon en del av kören Csacska Macska Vokál och 1990 gick hon med i gruppen Neoton Familia, som hon gjorde ett album ihop med. Kort efter påbörjade hon sin solokarriär och släppte sitt debutalbum Nem harap a néni 1992.
Som skådespelerska medverkade Szulák i sin första spelfilm, Ballagás, 1980. Hon därefter bl.a. medverkat som en av huvudrollsinnehavarna i den ungerska tv-serien Űrgammák (1995-1997). Hon har även medverkat i otaliga teaterpjäser och musikaler. Under 2000-talet har hon även gjort sig ett namn som tv-programledare, bl.a. för de egna tv-showerna Szulák Andrea Show på TV2 och Szulák és más på Magyar Televízió. Sedan 2012 är hon programledare för lekprogrammet Szerencsekerék på Story TV.
1993 var Andrea Szulák Ungerns första representant i Eurovision Song Contest, då hon deltog i det årets semifinal med bidraget Árva reggel. Hon slutade på 6:e och näst sista plats och kvalificerade sig därmed inte till finalen i Millstreet, Irland. Hon deltog sedan i den ungerska uttagningen 1994 och kom på 3:e plats med bidraget Fenn a szabad ég.

## Diskografi
- A trónörökös (1990) – med Neoton Familia
- Nem harap a néni (1992)
- Egy darabot a szívemből (1994)
- IQ (1996)
- Titkos szeretők (1998) – med Benkő Péterrel
- Szerelemez (2000)
- Best of (2001)
- Cinema (2006)
- Boldogság, gyere haza (2007)
- Musical is meg nem is (2009)
- Boldog karácsonyt! (2010)

## Filmografi
- Ballagás (1980)
- Linda (1984)
- Elektra mindörökké (1995)
- Űrgammák (1995-1997)
- Titkos szeretők (2000)
- Zsaruvér és Csigavér II: Több tonna kámfor (2002)
- Na végre, itt a nyár! (2002)
- Presszó (2008)